# آنزیم ای کو آر ۱

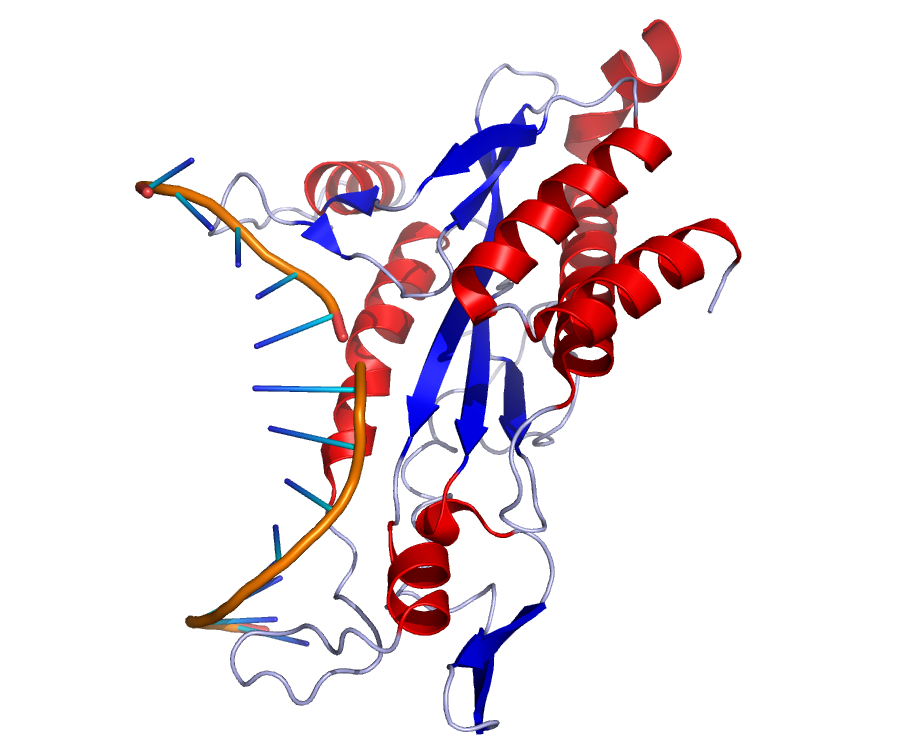
ساختار ای کو آر ۱

آنزیم ای‌کو آر ۱ (به انگلیسی: EcoRI، که در آن Eco مخفف نام باکتری اشریشیا کلی است و I نشانهٔ عددِ یک) آنزیمی در باکتری اشریشیا کولی، از سویهٔ آر (به انگلیسی: R) است که اولین آنزیم از نوع خود است که از این باکتری جدا شده‌است. ایکو آر یک آنزیم محدودکننده است که [DNA] دو رشته‌ای را در نواحی خاصی برش می‌زند و آن را به قطعاتی تبدیل می‌کند. همچنین این آنزیم بخشی از سیستم تغییر محدودیت است.
در زیست‌شناسی مولکولی از این آنزیم به عنوان یک آنزیم محدودکننده استفاده می‌شود. ای‌کو آر ۱ انتهای چسبنده‌ای با ۴ نوکلئوتید ( شامل بازهای AATT است) را ایجاد می‌کند. این آنزیم توالی G / AATTC را شناسایی کرده و برش می‌دهند. آنزیم‌های محدودکننده دیگر، بسته به موقعیت برش خود، می‌توانند انتهای چسبنده ۳' یا انتهای صاف(blunt) ایجاد کنند.

## ساختار

### ساختار اولیه
EcoRI مانند بسیاری از آنزیم‌های اندونوکئاز دیگر شامل موتیف PD..D/EXK در جایگاه فعال خود می‌باشد.

### ساختار سوم و چهارم
EcoRI یک هومودایمر با یک زیر واحد ۳۱ کیلودالتونی است که متشکل از یک دمین کروی دارای ساختارهای α / β است. هر زیر واحد شامل یک لوپ است که از این دمین کروی بیرون زده است و به دور DNA می‌پیچد.
ساختار کریستاله نشان می‌دهد که زیر واحدهای همودایمر این آنزیم به صورت متقارن با DNA در ارتباط هستند. در این مجموعه، دو مارپیچ α از هر زیر واحد به سمت هم می‌آیند تا یک دستهٔ چهار مارپیچی را تولید کنند.

## موارد استفاده
آنزیم‌های محدودکننده مانند EcoRI، در طیف گسترده‌ای از تکنیک‌های ژنتیک مولکولی از جمله شبیه‌سازی، غربالگری DNA و حذف بخش‌های از DNA استفاده می‌شوند.
به منظور برش DNA اغلب از آنزیم‌های محدودکننده مانند EcoRI، که انتهای چسبنده تولید می‌کنند، استفاده می‌شود چرا که انتهای چسبنده، واکنش ligation را کارآمدتر می‌کند. ECoRI می‌تواند موقعیت‌های غیر اختصاصی خود را هم بسته به شرایط موجود در واکنش برش دهد. به این ویژگیstar activity (تغییر اختصاصیت) گفته می‌شود. غلظت پایین نمک، غلظت بالای گلیسرول، مقادیر بیش از حد آنزیم موجود در واکنش، pH بالا و آلودگی با برخی از حلال‌های آلی می‌تواند این نوع فعالیت را در هنگام استفاده از EcoRI القاء کند.